# Joakim Övrenius
Joakim Övrenius, född 15 augusti 1981 i Kalmar, är en svensk låtskrivare och musikproducent.
Han har bland annat producerat och skrivit till The 69 Eyes, Brolle, Top Cats, Ola Svensson, Shebang och Amit Paul (ex A-Teens).
Han tävlade i 2008 års melodifestival med "That's Love" som Michael Michailoff framförde. "That's Love" är skriven av artisten själv tillsammans med Patric Jonsson och Joakim Övrenius som även producerade låten.
2008 skrev han även Brolle's låt "Det är hon" ihop med Brolle och Patric Jonsson. 
2010 och 2011 tävlade han i Dansk Melodi Grand Prix. 2010 med låten ”Just Like Rain” som framfördes av Thomas Barsoe. Låten skrevs av artisten själv, Thomas Karlsson, Patric Jonsson och Joakim Övrenius. 2011 med låten ”Black & Blue” som framfördes av Justin Hopkins och skrevs av artisten själv, Patric Jonsson och Joakim Övrenius. Båda låtarna producerades av Joakim Övrenius och Patric Jonsson.
Under 2011 producerade Joakim Övrenius och Patric Jonsson rockabilly-gruppen Top Cats debutalbum. Joakim co-skrev bandets förstasingel ”Heartache” ihop med Patric Jonsson och Thomas G:son vilket senare gjorde Top Cats till landets största och populäraste band inom sin genre.
Under 2012 producerade Joakim Övrenius och Patric Jonsson finska ”The 69 Eyes” tionde album, ”X”. Joakim co-skrev 6 av albumets 10 låtar. Första singeln ”Red” låg på andra plats under 3 veckor på finska airplaylistan och var bandets största kommersiella hit.
2019 signade han den då 17-åriga artisten Clara Rubensson till sitt skivbolag Softwall Music AB och hon har hittills släppt 3 singlar. 
Han utgör även grunden för gruppen ”THUD”  som är en dynamisk konstellation som består av olika låtskrivare och producenter som gör precis den musiken dom känner för, men primärt pop i olika former. Samtliga ”THUD’s” låtar görs med olika artister.
2021 skrev han tillsammans med Thomas Karlsson, Johan Mauritzson och Clara Rubensson Polens bidrag till Eurovision Song Contest 2021. Låten ”The Ride” producerades av Joakim Övrenius och kommer framföras av Rafał Brzozowski i den andra semifinalen av ESC i Rotterdam den 20 maj 2021.